# Asterix e gli Elvezi
Asterix e gli Elvezi (Astérix chez les Helvètes) è la sedicesima storia a fumetti della serie Asterix, creata da René Goscinny (sceneggiatura) e Albert Uderzo (disegni). La sua prima pubblicazione in volume in lingua originale risale al 1970.

## Trama
Il governatore romano di Condate, il corrotto e dissoluto Garovirus, riceve la visita dell'integerrimo questore Claudius Malosinus e, per evitare che questi sveli i suoi loschi traffici (la maggior parte dei proventi delle tasse imposte da Roma ai cittadini se la intascava lui per fare disgustose orge), lo avvelena col brodo di verdure con l'inganno. Ridotto in fin di vita, Malosinus manda un legionario nel villaggio di Asterix. Panoramix, dopo aver visitato Malosinus, dichiara di aver bisogno di un ingrediente speciale per preparare l'antidoto: una stella alpina, fiore che cresce solo sulle Alpi.
Così, portato il romano al villaggio, dove sarà al sicuro da ulteriori tentativi di assassinio, il vegliardo incarica Asterix e Obelix di recarsi nel paese degli Elvezi per recuperare la rara pianta. Ha quindi inizio l'ennesimo viaggio della coppia, durante il quale dovranno vedersela con i Romani del perfido Garovirus e del suo amico Diplodocus, governatore dell'Elvezia, intenzionati a far fallire la loro missione. Dopo varie peripezie per le strade di Genava, una scorpacciata di fonduta e una scalata sui picchi alpini i due riusciranno a mettere le mani sul prezioso fiore salvando così la vita al questore.

## Personaggi principali

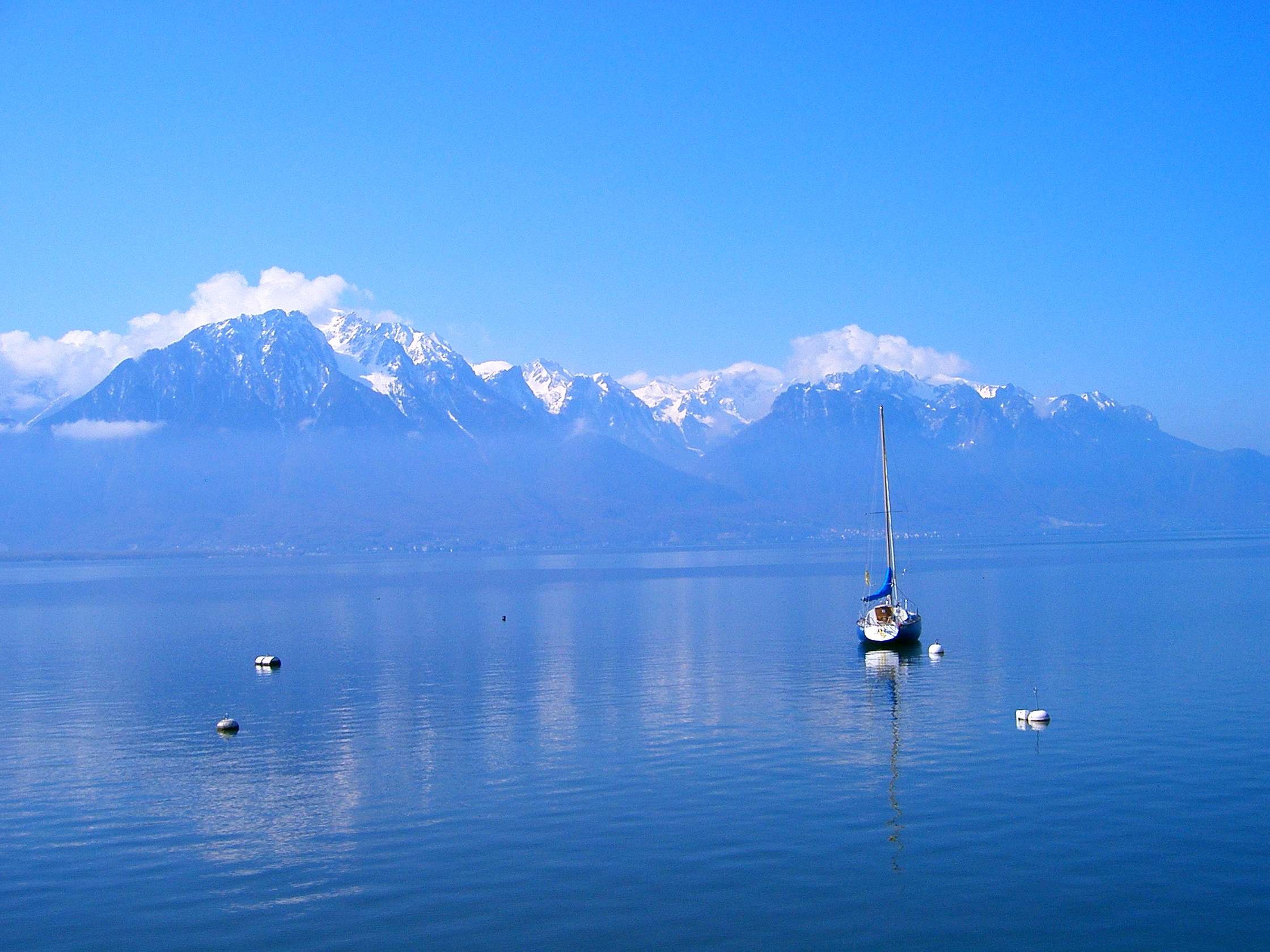
Il lago Lemano o di Ginevra

I personaggi presenti nella storia più rilevanti ai fini della trama sono:
- Asterix: come al solito si dimostra all'altezza del compito affidatogli, riuscendo malgrado le varie avversità a beffare i romani
- Obelix: finisce per ubriacarsi durante le celebrazioni di una festa, rimanendo così privo di sensi durante la scalata finale alla montagna. Per questo motivo, tornato al villaggio si dice convinto che l'Elvezia sia "pianeggiante"
- Formagginix (Petisuix): proprietario di un albergo a Geneva, è un elvetico che non esita ad aiutare Asterix e Obelix nella loro missione.
- Zurich (Zurix)[3]: proprietario di una discretissima banca elvetica, è amico di Formagginix e accetta su sua richiesta di nascondere i Galli in una delle sue impenetrabili cassette di sicurezza
- Garovirus (Gracchus Garovirus)[4]: corrotto governatore di Condate (l'attuale Rennes), non si fa scrupoli ad appropriarsi dei proventi delle tasse destinati a Roma e, poi, ad avvelenare Malosinus per evitare di essere scoperto. Amante della dissolutezza, è solito organizzare grandiose orge nelle quali serve pietanze come trippe di cinghiale fritte nel grasso d'uro con miele.
- Diplodocus: governatore della città di Genava (l'odierna Ginevra), è amico di vecchia data di Garovirus e non esita ad aiutarlo dandosi da fare per ostacolare Asterix e Obelix. Come il suo amico ama le orge, ma i suoi tentativi di creare un ambiente sporco e decadente vengono frustrati dall'attitudine elvetica alla pulizia
- Claudius Malosinus[5]: onesto questore romano, viene avvelenato da Garovirus e si rivolge per questo a Panoramix. Nel finale della storia, guarito, dopo essersi vendicato a suon di sganassoni del suo attentatore partecipa al classico banchetto sotto le stelle nel villaggio di Asterix, unico romano a vedersi mai accordato questo privilegio

## Riferimenti storici

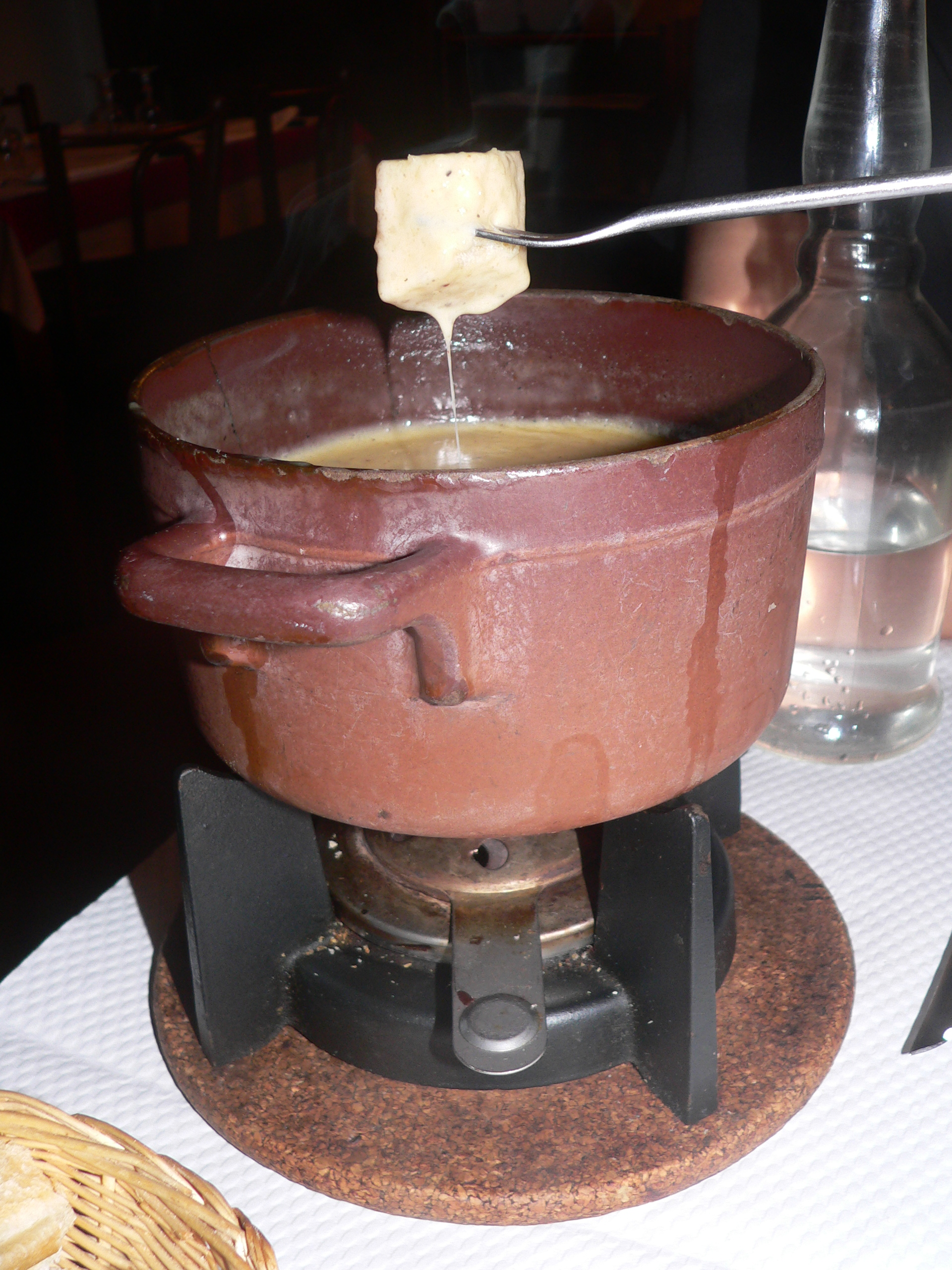
La fonduta, al centro di varie gag nella storia

Uderzo ha dichiarato come l'idea di far compiere ad Asterix e Obelix un viaggio in Svizzera sia stata suggerita dall'allora primo ministro francese Georges Pompidou, a cui lui e Goscinny inviarono alcuni albi della serie (cosa che, commenta Uderzo, "non avevamo osato fare con de Gaulle").
Anche in questa storia vengono parodiati stereotipi riferiti alla popolazione moderna del luogo visitato, in questo caso gli abitanti dell'Elvezia vengono presentati secondo i più comuni stereotipi della Svizzera: l'amore quasi maniacale per la puntualità e la pulizia, gli orologi a cucù, le insondabili cassette di sicurezza delle banche, i canti yodel e la fonduta, poi il riferimento all'eroe nazionale Guglielmo Tell. Durante il soggiorno a Genava, Asterix e Obelix si imbattono nella "Conferenza nazionale dei capi tribù", che ricorda le Nazioni Unite; il "carrogrill" in cui si rifocillano i due eroi nella tavola 14, parodia dei moderni autogrill (o, per meglio dire, dei francesi Restoroute) e il "buffo" guerriero che cambia loro una ruota nella tavola 16, molto simile alla mascotte della compagnia petrolifera francese "Antar" (poi rilevata dalla ELF). Questo personaggio, pressoché sconosciuto fuori dalla Francia, è stato sostituito nell'edizione inglese dall'Omino Michelin. Il ponte sul "Lacus Lemanus" (il Lago Lemano) nel fumetto è stato appena ricostruito dopo essere stato distrutto da Cesare, fatto storicamente avvenuto. L'orgia organizzata da Garovirus è un esplicito riferimento al film Satyricon di Federico Fellini (e infatti il governatore dice che ad organizzarle è un suo uomo di nome Fellinius).
Questo è uno dei pochissimi albi in cui non appaiono i Pirati, personaggi ricorrenti della serie infatti, nella tav. 6, Malosinus racconta che durante il suo viaggio è stato assalito da una flotta di pirati, che fortunatamente si sono messi a litigare fra loro e hanno fatto affondare la loro barca.

## Storia editoriale
In Francia la storia fu serializzata inizialmente all'interno della rivista Pilote in cui apparve a puntate dal numero 557 (9 luglio 1970) al 578 (3 dicembre 1970); in seguito è stata pubblicata in albo cartonato nel 1970 dall'editore Dargaud. Attualmente l'albo viene ristampato dalla casa editrice Hachette Livre, che nel dicembre 2008 acquisì da Uderzo e da Anna Goscinny (figlia dello scomparso René) tutti i diritti sulle pubblicazioni di Asterix.

### Edizioni estere

#### Italia
In Italia l'albo è edito, come gli altri della serie, da Mondadori; la prima edizione italiana risale al luglio 1971 per la traduzione di Luciana Marconcini. La Mondadori ha ristampato l'albo più volte nel corso degli anni; l'ultima edizione, condotta su quella francese di Hachette Livre, è della fine del 2011 e rispetto alle precedenti presenta, pur mantenendo invariata la traduzione, una copertina diversa, un nuovo lettering e una colorazione rinnovata; è inoltre caratterizzata dall'avere la sagoma di Asterix stampata in rosso sulla costa. La storia è stata pubblicata a puntate anche all'interno della rivista Il Giornalino (Edizioni San Paolo), nella quale fece la sua prima apparizione nel 1978 venendovi poi ristampata periodicamente. Tale edizione è basata su quella Mondadori e presenta la stessa traduzione di Luciana Marconcini.

## In altre lingue
Il titolo originale dell'albo, Astérix chez les Helvètes, è stato tradotto come segue in alcune delle principali lingue in cui il fumetto è edito; vengono inoltre indicate la casa editrice e l'anno di prima pubblicazione:
- catalano: Astèrix al país dels helvecis - Salvat editores,  Spagna (prima edizione Mas Ivars Editores, 1977)
- croato: Asteriks u Švicarskoj - Izvori Publishing Hous,  Croazia, 1994
- ceco: Asterix v Helvetii - Egmont ČR,  Rep. Ceca, 1994
- danese: Asterix i Alperne! - Egmont Serieforlaget A/S,  Danimarca, 1975
- finlandese: Asterix ja alppikukka - Egmont Kustanus Oy,  Finlandia, 1972
- inglese: Asterix in Switzerland - Orion,  Regno Unito, 1973
- olandese: Asterix en de Helvetiërs - Hachette Livre,  Paesi Bassi, 1973
- polacco: Asteriks u Helwetów - Egmont Poland Ltd,  Polonia, 1994
- portoghese: Astérix entre os Helvécios - Edições ASA,  Portogallo, 1970
- spagnolo: Astérix en Helvecia - Salvat editores,  Spagna, 1971
- svedese: Asterix i Alperna - Egmont Kärnan AB,  Svezia, 1975
- tedesco: Asterix bei den Schweizern - Egmont Ehapa Verlag,  Germania, 1973